# Tournoi de tennis de Halle
Le tournoi de Halle, en Allemagne, est un tournoi de tennis masculin sur gazon, se déroulant en juin. 
Aussi connu sous le nom de Gerry Weber Open jusqu'en 2018, ce tournoi est classé en catégorie ATP 500 par l'ATP.
De la même manière que le tournoi du Queen's qui se joue simultanément, l'Open de Halle constitue une préparation au tournoi du Grand Chelem sur gazon de Wimbledon qui se dispute deux semaines plus tard.

## Palmarès

### Simple
Roger Federer a marqué ce tournoi de son empreinte avec ses 10 victoires sur 13 finales. Auparavant, Ievgueni Kafelnikov l'avait remporté à trois reprises.

#### Champions les plus titrés
| Joueur              | Titres | Premier | Dernier |
| Roger Federer       | 10     | 2003    | 2019    |
| Ievgueni Kafelnikov | 3      | 1997    | 2002    |
| Tommy Haas          | 2      | 2009    | 2012    |
| Alexander Bublik    | 2      | 2023    | 2025    |

#### Palmarès par édition
| No | Date       | Nom et lieu du tournoi                               | Catégorie                                            | Dotation                                             | Surface                                              | Vainqueur                                            | Finaliste                                            | Score                                                |                                                      |
| -- | ---------- | ---------------------------------------------------- | ---------------------------------------------------- | ---------------------------------------------------- | ---------------------------------------------------- | ---------------------------------------------------- | ---------------------------------------------------- | ---------------------------------------------------- | ---------------------------------------------------- |
| 1  | 14-06-1993 | Gerry Weber Open, Halle (Westf.)                     | World Series                                         | 350 000 $                                            | Gazon (ext.)                                         | Henri Leconte                                        | Andreï Medvedev                                      | 6-2, 6-3                                             |                                                      |
| 2  | 13-06-1994 | Gerry Weber Open, Halle                              | World Series                                         | 500 000 $                                            | Gazon (ext.)                                         | Michael Stich                                        | Magnus Larsson                                       | 6-4, 4-6, 6-3                                        |                                                      |
| 3  | 19-06-1995 | Gerry Weber Open, Halle                              | World Series                                         | 700 000 $                                            | Gazon (ext.)                                         | Marc Rosset                                          | Michael Stich                                        | 3-6, 7-611, 7-68                                     |                                                      |
| 4  | 17-06-1996 | Gerry Weber Open, Halle                              | World Series                                         | 875 000 $                                            | Gazon (ext.)                                         | Nicklas Kulti                                        | Ievgueni Kafelnikov                                  | 65-7, 6-3, 6-4                                       |                                                      |
| 5  | 09-06-1997 | Gerry Weber Open, Halle                              | World Series                                         | 875 000 $                                            | Gazon (ext.)                                         | Ievgueni Kafelnikov                                  | Petr Korda                                           | 7-62, 65-7, 7-67                                     |                                                      |
| 6  | 08-06-1998 | Gerry Weber Open, Halle                              | Int' Series                                          | 875 000 $                                            | Gazon (ext.)                                         | Ievgueni Kafelnikov                                  | Magnus Larsson                                       | 6-4, 6-4                                             |                                                      |
| 7  | 07-06-1999 | Gerry Weber Open, Halle                              | Int' Series                                          | 875 000 $                                            | Gazon (ext.)                                         | Nicolas Kiefer                                       | Nicklas Kulti                                        | 6-3, 6-2                                             |                                                      |
| 8  | 12-06-2000 | Gerry Weber Open, Halle                              | Int' Series                                          | 975 000 $                                            | Gazon (ext.)                                         | David Prinosil                                       | Richard Krajicek                                     | 6-3, 6-2                                             |                                                      |
| 9  | 11-06-2001 | Gerry Weber Open, Halle                              | Int' Series                                          | 975 000 $                                            | Gazon (ext.)                                         | Thomas Johansson                                     | Fabrice Santoro                                      | 6-3, 65-7, 6-2                                       | Tableau                                              |
| 10 | 10-06-2002 | Gerry Weber Open, Halle                              | Int' Series                                          | 736 000 $                                            | Gazon (ext.)                                         | Ievgueni Kafelnikov                                  | Nicolas Kiefer                                       | 2-6, 6-4, 6-4                                        | Tableau                                              |
| 11 | 09-06-2003 | Gerry Weber Open, Halle                              | Int' Series                                          | 775 000 $                                            | Gazon (ext.)                                         | Roger Federer                                        | Nicolas Kiefer                                       | 6-1, 6-3                                             | Tableau                                              |
| 12 | 07-06-2004 | Gerry Weber Open, Halle                              | Int' Series                                          | 767 000 $                                            | Gazon (ext.)                                         | Roger Federer                                        | Mardy Fish                                           | 6-0, 6-3                                             | Tableau                                              |
| 13 | 06-06-2005 | Gerry Weber Open, Halle                              | Int' Series                                          | 775 000 $                                            | Gazon (ext.)                                         | Roger Federer                                        | Marat Safin                                          | 6-4, 66-7, 6-4                                       | Tableau                                              |
| 14 | 12-06-2006 | Gerry Weber Open, Halle                              | Int' Series                                          | 775 000 $                                            | Gazon (ext.)                                         | Roger Federer                                        | Tomáš Berdych                                        | 6-0, 65-7, 6-2                                       | Tableau                                              |
| 15 | 11-06-2007 | Gerry Weber Open, Halle                              | Int' Series                                          | 775 000 $                                            | Gazon (ext.)                                         | Tomáš Berdych                                        | Márcos Baghdatís                                     | 7-5, 6-4                                             | Tableau                                              |
| 16 | 09-06-2008 | Gerry Weber Open, Halle                              | Int' Series                                          | 692 000 €                                            | Gazon (ext.)                                         | Roger Federer                                        | Philipp Kohlschreiber                                | 6-3, 6-4                                             | Tableau                                              |
| 17 | 08-06-2009 | Gerry Weber Open, Halle                              | ATP 250                                              | 663 750 €                                            | Gazon (ext.)                                         | Tommy Haas                                           | Novak Djokovic                                       | 6-3, 64-7, 6-1                                       | Tableau                                              |
| 18 | 07-06-2010 | Gerry Weber Open, Halle                              | ATP 250                                              | 663 750 €                                            | Gazon (ext.)                                         | Lleyton Hewitt                                       | Roger Federer                                        | 3-6, 7-64, 6-4                                       | Tableau                                              |
| 19 | 06-06-2011 | Gerry Weber Open, Halle                              | ATP 250                                              | 663 750 €                                            | Gazon (ext.)                                         | Philipp Kohlschreiber                                | Philipp Petzschner                                   | 7-65, 2-0, ab.                                       | Tableau                                              |
| 20 | 11-06-2012 | Gerry Weber Open, Halle                              | ATP 250                                              | 663 750 €                                            | Gazon (ext.)                                         | Tommy Haas                                           | Roger Federer                                        | 7-65, 6-4                                            | Tableau                                              |
| 21 | 10-06-2013 | Gerry Weber Open, Halle                              | ATP 250                                              | 683 665 €                                            | Gazon (ext.)                                         | Roger Federer                                        | Mikhail Youzhny                                      | 65-7, 6-3, 6-4                                       | Tableau                                              |
| 22 | 09-06-2014 | Gerry Weber Open, Halle                              | ATP 250                                              | 711 010 €                                            | Gazon (ext.)                                         | Roger Federer                                        | Alejandro Falla                                      | 7-62, 7-63                                           | Tableau                                              |
| 23 | 15-06-2015 | Gerry Weber Open, Halle                              | ATP 500                                              | 1 574 640 €                                          | Gazon (ext.)                                         | Roger Federer                                        | Andreas Seppi                                        | 7-61, 6-4                                            | Tableau                                              |
| 24 | 13-06-2016 | Gerry Weber Open, Halle                              | ATP 500                                              | 1 700 610 €                                          | Gazon (ext.)                                         | Florian Mayer                                        | Alexander Zverev                                     | 6-2, 5-7, 6-3                                        | Tableau                                              |
| 25 | 19-06-2017 | Gerry Weber Open, Halle                              | ATP 500                                              | 1 836 660 €                                          | Gazon (ext.)                                         | Roger Federer                                        | Alexander Zverev                                     | 6-1, 6-3                                             | Tableau                                              |
| 26 | 18-06-2018 | Gerry Weber Open, Halle                              | ATP 500                                              | 1 983 595 €                                          | Gazon (ext.)                                         | Borna Ćorić                                          | Roger Federer                                        | 7-66, 3-6, 6-2                                       | Tableau                                              |
| 27 | 17-06-2019 | Noventi Open, Halle                                  | ATP 500                                              | 2 081 830 €                                          | Gazon (ext.)                                         | Roger Federer                                        | David Goffin                                         | 7-62, 6-1                                            | Tableau                                              |
| –  | 2020       | Édition supprimée à cause de la pandémie de Covid-19 | Édition supprimée à cause de la pandémie de Covid-19 | Édition supprimée à cause de la pandémie de Covid-19 | Édition supprimée à cause de la pandémie de Covid-19 | Édition supprimée à cause de la pandémie de Covid-19 | Édition supprimée à cause de la pandémie de Covid-19 | Édition supprimée à cause de la pandémie de Covid-19 | Édition supprimée à cause de la pandémie de Covid-19 |
| 28 | 14-06-2021 | Noventi Open, Halle                                  | ATP 500                                              | 1 318 605 €                                          | Gazon (ext.)                                         | Ugo Humbert                                          | Andrey Rublev                                        | 6-3, 7-64                                            | Tableau                                              |
| 29 | 13-06-2022 | Terra Wortmann Open, Halle                           | ATP 500                                              | 2 134 520 €                                          | Gazon (ext.)                                         | Hubert Hurkacz                                       | Daniil Medvedev                                      | 6-1, 6-4                                             | Tableau                                              |
| 30 | 19-06-2023 | Terra Wortmann Open, Halle                           | ATP 500                                              | 2 195 175 €                                          | Gazon (ext.)                                         | Alexander Bublik                                     | Andrey Rublev                                        | 6-3, 3-6, 6-3                                        | Tableau                                              |
| 31 | 17-06-2024 | Terra Wortmann Open, Halle                           | ATP 500                                              | 2 255 655 €                                          | Gazon (ext.)                                         | Jannik Sinner                                        | Hubert Hurkacz                                       | 7-68, 7-62                                           | Tableau                                              |
| 32 | 16-06-2025 | Terra Wortmann Open, Halle                           | ATP 500                                              | NC €                                                 | Gazon (ext.)                                         | Alexander Bublik                                     | Daniil Medvedev                                      | 6-3, 7-64                                            | Tableau                                              |

### Double
| No | Date       | Nom et lieu du tournoi                               | Catégorie                                            | Dotation                                             | Surface                                              | Vainqueurs                                           | Finalistes                                           | Score                                                |                                                      |
| -- | ---------- | ---------------------------------------------------- | ---------------------------------------------------- | ---------------------------------------------------- | ---------------------------------------------------- | ---------------------------------------------------- | ---------------------------------------------------- | ---------------------------------------------------- | ---------------------------------------------------- |
| 1  | 14-06-1993 | Gerry Weber Open, Halle (Westf.)                     | World Series                                         | 350 000 $                                            | Gazon (ext.)                                         | Petr Korda Cyril Suk                                 | Mike Bauer Marc-Kevin Goellner                       | 7-6, 5-7, 6-3                                        |                                                      |
| 2  | 13-06-1994 | Gerry Weber Open, Halle                              | World Series                                         | 500 000 $                                            | Gazon (ext.)                                         | Olivier Delaitre Guy Forget                          | Henri Leconte Gary Muller                            | 6-4, 6-7, 6-4                                        |                                                      |
| 3  | 19-06-1995 | Gerry Weber Open, Halle                              | World Series                                         | 700 000 $                                            | Gazon (ext.)                                         | Jacco Eltingh Paul Haarhuis                          | Ievgueni Kafelnikov Andreï Olhovskiy                 | 6-2, 3-6, 6-3                                        |                                                      |
| 4  | 17-06-1996 | Gerry Weber Open, Halle                              | World Series                                         | 875 000 $                                            | Gazon (ext.)                                         | Byron Black Grant Connell                            | Ievgueni Kafelnikov Daniel Vacek                     | 6-1, 7-5                                             |                                                      |
| 5  | 09-06-1997 | Gerry Weber Open, Halle                              | World Series                                         | 875 000 $                                            | Gazon (ext.)                                         | Karsten Braasch Michael Stich                        | David Adams Marius Barnard                           | 7-6, 6-3                                             |                                                      |
| 6  | 08-06-1998 | Gerry Weber Open, Halle                              | Int' Series                                          | 875 000 $                                            | Gazon (ext.)                                         | Ellis Ferreira Rick Leach                            | John-Laffnie de Jager Marc-Kevin Goellner            | 4-6, 6-4, 7-6                                        |                                                      |
| 7  | 07-06-1999 | Gerry Weber Open, Halle                              | Int' Series                                          | 875 000 $                                            | Gazon (ext.)                                         | Jonas Björkman Patrick Rafter                        | Paul Haarhuis Jared Palmer                           | 6-3, 7-5                                             |                                                      |
| 8  | 12-06-2000 | Gerry Weber Open, Halle                              | Int' Series                                          | 975 000 $                                            | Gazon (ext.)                                         | Nicklas Kulti Mikael Tillström                       | Mahesh Bhupathi David Prinosil                       | 7-64, 7-64                                           |                                                      |
| 9  | 11-06-2001 | Gerry Weber Open, Halle                              | Int' Series                                          | 975 000 $                                            | Gazon (ext.)                                         | Daniel Nestor Sandon Stolle                          | Max Mirnyi Patrick Rafter                            | 6-4, 65-7, 6-1                                       | Tableau                                              |
| 10 | 10-06-2002 | Gerry Weber Open, Halle                              | Int' Series                                          | 736 000 $                                            | Gazon (ext.)                                         | David Prinosil David Rikl                            | Jonas Björkman Todd Woodbridge                       | 4-6, 7-65, 7-5                                       | Tableau                                              |
| 11 | 09-06-2003 | Gerry Weber Open, Halle                              | Int' Series                                          | 775 000 $                                            | Gazon (ext.)                                         | Jonas Björkman Todd Woodbridge                       | Martin Damm Cyril Suk                                | 6-3, 6-4                                             | Tableau                                              |
| 12 | 07-06-2004 | Gerry Weber Open, Halle                              | Int' Series                                          | 767 000 $                                            | Gazon (ext.)                                         | Leander Paes David Rikl                              | Tomáš Cibulec Petr Pála                              | 6-2, 7-5                                             | Tableau                                              |
| 13 | 06-06-2005 | Gerry Weber Open, Halle                              | Int' Series                                          | 775 000 $                                            | Gazon (ext.)                                         | Roger Federer Yves Allegro                           | Joachim Johansson Marat Safin                        | 7-5, 66-7, 6-3                                       | Tableau                                              |
| 14 | 12-06-2006 | Gerry Weber Open, Halle                              | Int' Series                                          | 775 000 $                                            | Gazon (ext.)                                         | Fabrice Santoro Nenad Zimonjić                       | Michael Kohlmann Rainer Schüttler                    | 6-0, 6-4                                             | Tableau                                              |
| 15 | 11-06-2007 | Gerry Weber Open, Halle                              | Int' Series                                          | 775 000 $                                            | Gazon (ext.)                                         | Simon Aspelin Julian Knowle                          | Fabrice Santoro Nenad Zimonjić                       | 6-4, 7-65                                            | Tableau                                              |
| 16 | 09-06-2008 | Gerry Weber Open, Halle                              | Int' Series                                          | 692 000 €                                            | Gazon (ext.)                                         | Mikhail Youzhny Mischa Zverev                        | Lukáš Dlouhý Leander Paes                            | 3-6, 6-4, [10-3]                                     | Tableau                                              |
| 17 | 08-06-2009 | Gerry Weber Open, Halle                              | ATP 250                                              | 663 750 €                                            | Gazon (ext.)                                         | Christopher Kas Philipp Kohlschreiber                | Andreas Beck Marco Chiudinelli                       | 6-3, 6-4                                             | Tableau                                              |
| 18 | 07-06-2010 | Gerry Weber Open, Halle                              | ATP 250                                              | 663 750 €                                            | Gazon (ext.)                                         | Serhiy Stakhovsky Mikhail Youzhny                    | Martin Damm Filip Polášek                            | 4-6, 7-5, [10-7]                                     | Tableau                                              |
| 19 | 06-06-2011 | Gerry Weber Open, Halle                              | ATP 250                                              | 663 750 €                                            | Gazon (ext.)                                         | Rohan Bopanna Aisam-Ul-Haq Qureshi                   | Robin Haase Milos Raonic                             | 7-68, 3-6, [11-9]                                    | Tableau                                              |
| 20 | 11-06-2012 | Gerry Weber Open, Halle                              | ATP 250                                              | 663 750 €                                            | Gazon (ext.)                                         | Aisam-Ul-Haq Qureshi Jean-Julien Rojer               | Treat Conrad Huey Scott Lipsky                       | 6-3, 6-4                                             | Tableau                                              |
| 21 | 10-06-2013 | Gerry Weber Open, Halle                              | ATP 250                                              | 683 665 €                                            | Gazon (ext.)                                         | Santiago González Scott Lipsky                       | Daniele Bracciali Jonathan Erlich                    | 6-2, 7-63                                            | Tableau                                              |
| 22 | 09-06-2014 | Gerry Weber Open, Halle                              | ATP 250                                              | 711 010 €                                            | Gazon (ext.)                                         | Andre Begemann Julian Knowle                         | Marco Chiudinelli Roger Federer                      | 1-6, 7-5, [12-10]                                    | Tableau                                              |
| 23 | 15-06-2015 | Gerry Weber Open, Halle                              | ATP 500                                              | 1 574 640 €                                          | Gazon (ext.)                                         | Raven Klaasen Rajeev Ram                             | Rohan Bopanna Florin Mergea                          | 7-65, 6-2                                            | Tableau                                              |
| 24 | 13-06-2016 | Gerry Weber Open, Halle                              | ATP 500                                              | 1 700 610 €                                          | Gazon (ext.)                                         | Raven Klaasen Rajeev Ram                             | Łukasz Kubot Alexander Peya                          | 7-65, 6-2                                            | Tableau                                              |
| 25 | 19-06-2017 | Gerry Weber Open, Halle                              | ATP 500                                              | 1 836 660 €                                          | Gazon (ext.)                                         | Łukasz Kubot Marcelo Melo                            | Alexander Zverev Mischa Zverev                       | 5-7, 6-3, [10-8]                                     | Tableau                                              |
| 26 | 18-06-2018 | Gerry Weber Open, Halle                              | ATP 500                                              | 1 983 595 €                                          | Gazon (ext.)                                         | Łukasz Kubot Marcelo Melo                            | Alexander Zverev Mischa Zverev                       | 7-61, 6-4                                            | Tableau                                              |
| 27 | 17-06-2019 | Noventi Open, Halle                                  | ATP 500                                              | 2 081 830 €                                          | Gazon (ext.)                                         | Raven Klaasen Michael Venus                          | Łukasz Kubot Marcelo Melo                            | 4-6, 6-3, [10-4]                                     | Tableau                                              |
| –  | 2020       | Édition supprimée à cause de la pandémie de Covid-19 | Édition supprimée à cause de la pandémie de Covid-19 | Édition supprimée à cause de la pandémie de Covid-19 | Édition supprimée à cause de la pandémie de Covid-19 | Édition supprimée à cause de la pandémie de Covid-19 | Édition supprimée à cause de la pandémie de Covid-19 | Édition supprimée à cause de la pandémie de Covid-19 | Édition supprimée à cause de la pandémie de Covid-19 |
| 28 | 14-06-2021 | Noventi Open, Halle                                  | ATP 500                                              | 1 318 605 €                                          | Gazon (ext.)                                         | Kevin Krawietz Horia Tecău                           | Hubert Hurkacz Félix Auger-Aliassime                 | 7-64,6-4                                             | Tableau                                              |
| 29 | 13-06-2022 | Terra Wortmann Open, Halle                           | ATP 500                                              | 2 134 520 €                                          | Gazon (ext.)                                         | Marcel Granollers Horacio Zeballos                   | Tim Pütz Michael Venus                               | 6-4, 65-7, [14-12]                                   | Tableau                                              |
| 30 | 19-06-2023 | Terra Wortmann Open, Halle                           | ATP 500                                              | 2 195 175 €                                          | Gazon (ext.)                                         | Marcelo Melo John Peers                              | Simone Bolelli Andrea Vavassori                      | 7-63, 3-6, [10-6]                                    | Tableau                                              |
| 31 | 17-06-2024 | Terra Wortmann Open, Halle                           | ATP 500                                              | 2 255 655 €                                          | Gazon (ext.)                                         | Simone Bolelli Andrea Vavassori                      | Kevin Krawietz Tim Pütz                              | 7-63, 7-65                                           | Tableau                                              |
| 32 | 16-06-2025 | Terra Wortmann Open, Halle                           | ATP 500                                              | NC €                                                 | Gazon (ext.)                                         | Kevin Krawietz Tim Pütz                              | Simone Bolelli Andrea Vavassori                      | 6-3, 7-63                                            | Tableau                                              |